# Fenpropimorf
Fenpropimorf (ISO-naam) is een morfoline-derivaat, gebruikt als fungicide. Het is een product van BASF. De octrooibescherming is verlopen, en andere bedrijven bieden ook producten met fenpropimorf aan.

## Toepassingen
Fenpropimorf wordt ingezet voor de bestrijding van echte meeldauw, gele en bruine roest, septoria en andere schimmelziekten, voornamelijk bij graangewassen en bieten. Het is een systemisch fungicide, dat opgenomen wordt door de bladeren en doorheen het weefsel van de planten getransporteerd wordt. Het remt de biosynthese van sterolen, in het bijzonder van ergosterol dat in de celmembranen van de schimmels voorkomt. Bij graangewassen worden meestal producten gebruikt waarin fenpropimorf gemengd is met een of twee andere fungiciden, zoals epoxiconazool of propiconazool. Die remmen ook de biosynthese van ergosterol, maar op een andere wijze, zodat ze complementair zijn aan fenpropimorf.
Fenpropimorf kan ook gebruikt worden als biocide, voor de bescherming van hout of andere materialen tegen de aangroei van schimmels.

## Regelgeving
Fenpropimorf is opgenomen in de lijst van gewasbeschermingsmiddelen die de lidstaten van de Europese Unie kunnen toelaten. Fenpropimorf is sedert 1 juli 2011 ook opgenomen in de lijst van toegelaten biociden, voor houtbescherming (producttype 8).
Corbel van BASF is erkend in België, evenals Diamant en Opus Team, producten die naast fenpropimorf nog andere fungiciden bevatten.

## Eigenschappen
Fenpropimorf is irriterend voor de huid, en schadelijk indien ingeslikt. Bij proeven op ratten en konijnen werden teratogene effecten vastgesteld.